# Gottlob Friedrich Riekert
Gottlob Friedrich Riekert, später von Riekert (* 21. Oktober 1841 in Lustnau; † 30. September 1900 in Ludwigsburg) war ein deutscher Regierungsrat und Mitglied des Deutschen Reichstags.

## Leben
Riekert besuchte das Gymnasium in Tübingen. Er studierte von 1860 bis 1865 an der Eberhard Karls Universität Tübingen die Rechts- und Staatswissenschaften und wurde Mitglied der Studentenverbindung Landsmannschaft Schottland. 1868 trat er in den Württembergischen Verwaltungsdienst als Hilfsarbeiter der Königlichen Zentralstelle für Gewerbe und Handel. Zwischen 1870 und 1872 war er zweiter Beamter beim Oberamt Heilbronn und 1873 erster Sekretär und von 1874 an Regierungsassessor bei dem Württembergischen Staatsministerium des Inneren. Zugleich war er Mitglied der Aufsichtskommission für die Staatskrankenanstalten und als deren administrativer Referent von 1873 bis 1877 mit der neuen Organisation der staatlichen Irrenfürsorge in Württemberg beschäftigt. Ab 1878 war er Regierungsrat für den Donaukreis in Ulm.
Von 1881 bis 1882 war er Mitglied des Deutschen Reichstags für den Wahlkreis Württemberg 14 (Ulm, Heidenheim, Geislingen). Er trat im Reichstag der Fraktion der Deutschen Reichspartei bei. Am 7. Juni 1882 wurde die Wahl für ungültig erklärt. In der notwendig gewordenen Ersatzwahl siegte der Kandidat der Volkspartei.
Am 4. März 1893 wurde er auf Lebenszeit zum Mitglied der Ersten Kammer Württembergs ernannt.

## Ehrungen
Gottlob Friedrich Riekert wurde mit dem Ehrenritterkreuz des Ordens der Württembergischen Krone und dem Kommenturkreuz des Friedrichsordens ausgezeichnet.